# San Juan Nepomuceno (Colômbia)

Localização do município de San Juan Nepomuneco no departamento de Bolívar

San Juan Nepomuceno é um município do norte do departamento de Bolívar na Colômbia. Em 2015 tinha 33 466 habitantes. Ali se encontra o Santuário de fauna e flora Los Colorados [es], reserva fundamental da espécie do mono colorado, entre outros de interesse.